# Jászberény díszpolgárainak listája
A cikk Jászberény város díszpolgárait sorolja fel.
- Szentiványi Vince: 1850-ben jászkun főkapitány, 1850 után pestkerületi főispán. Díszpolgárrá választásának időpontja: 1850. március 9.
- Jankovich György: jászkun főkapitány. A helytartótanács alelnöke, a Lipót-rend lovagja. Nagy szerepet vitt az országos ügyek intézésénél. Jászberény város képviselőtestülete 1850. március 9-én választotta a város díszpolgárává.
- báró Augusz Antal:  1857. április 30-án a Jászberény város szolgálatában végzett érdemei – kardok megszerzése a jász bandérium számára, ezenkívül közbenjárására Jászberény városa megszabadult az 1850. évi közmunka kötelezettség alól – elismeréseképpen a város díszpolgárává választották.
- Reményi Ede: Hazafias érdemeire és nemzetközi sikereire való tekintettel hazatérése alkalmából  a jászberényi Kaszinó Egylet javaslatára 1860-ban a város díszpolgárává választották.
- Kossuth Lajos: A nemzet szolgálatáért munkássága nyomán alig fél évvel azután hogy a király szentesítette a kiegyezés 69 paragrafusból álló törvényét, Jászberény város közbirtokosságának és képviselőtestületének 1868. április 19-i közgyűlésén az egyéb napirendi pontok megtárgyalása után Koór János képviselő indítványára Kossuthot egyhangúlag Jászberény díszpolgárává választották, melyről őt rögtön táviratilag értesítették.
- Csernátony Lajos: 1875-ben Jászberény városa országgyűlési képviselőnek választotta meg, melyet ő azonban nem fogadott el. Nagy népszerűségére való tekintettel 1875. szeptember 17-én a jászberényi képviselőtestület a város díszpolgárává választotta. 1901. március 4-én halt meg Budapesten.
- gróf Apponyi Albert: Az 1881. június 29-én választáson győzelmet aratott és Jászberény képviselője lett. Apponyi és Jászberény város kapcsolata a magyarországi választások történetében egyedülállóan tartósnak bizonyult. A nagynevű politikus 52 éven át, aggkorában bekövetkezett haláláig Jászberény képviselője maradt. 1893. december 9-én a képviselőtestület egyhangú döntése alapján Apponyi Albert grófot Jászberény díszpolgárává választották.
- báró Bánffy Dezső: A vármegyék új beosztása után Szolnok-Doboka vármegye főispánja lett. A Wekerle-kormány távozása után, 1895. január 14-én a király kinevezte miniszterelnökké. 1898. december 29-én a jászberényi képviselők Jászberény díszpolgárává választották.
- báró Fejérváry Géza: Jászberény város képviselő-testülete az 1901. május 11-én tartott közgyűlésen  a haza és a király iránti törhetetlen hűségének és ötven éves katonai szolgálatának  elismeréséül nagy lelkesedéssel és egyhangúlag díszpolgárrá választotta. Az eseményt táviratban tudatta vele a város elöljárósága, melyet Fejérváry miniszter meleghangú sürgönyválaszban köszönt meg.
- Csík Tibor: olimpiai bajnok 1927. szeptember 22-én született Jászberényben. Ökölvívásban 1948-ban Londonban, a XIV. olimpián nyert olimpiai bajnokságot. Díszpolgárrá választásáról a városi képviselő-testület 1948.augusztus 25-én ünnepi díszközgyűlésén hozta meg határozatát.
- Gerevich Aladár: olimpiai bajnok, 1910. március 16-án született Jászberényben.1932-ben már a magyar csapat tagjaként megszerezte első olimpiai aranyérmét. Az 1948-as londoni olimpián kardvívásban ismét olimpiai bajnokságot nyert. Az újabb olimpiai bajnoki cím elnyeréséért Jászberény városa az 1948.augusztus 25-re összehívott díszközgyűlésén – ugyanakkor, amikor Csík Tibort – a város díszpolgárává választotta.
- Székely Mihály: operaénekes 1901. május 8-án született Jászberényben. A énekes karrierje kezdetektől kezdve igen gyorsan emelkedett, nevét világszerte megismerték. Díszpolgárrá választására 1948. december 10-én, Jászberény város képviselő-testületének rendkívüli díszközgyűlésén Beszteri Mihály polgármester tett javaslatot.
- Holló András: Antifasiszta ellenálló. Számos sikeres ellenállási akció után 1944 novemberében elfogták, s 1944. december 5-én, 9 társával együtt kivégezték. A városi tanács 1975.március 26-án Jászberény város díszpolgárává választotta.
- Vasas Márton: Munkásmozgalmi aktivista. 1919 januárjában belépett a Kommunisták magyarországi pártjába, s a jászberényi szervezetvezetőségi tagja lett. A Tanácsköztársaság idején a jászberényi direktórium tagja, a forradalmi törvényszék bírája volt. A II. világháború befejezése után közreműködött az MKP jászberényi szervezetének megalakításában, 1948-ig a vezetőség tagja volt. Különböző munkahelyeken dolgozott, 1960-ban az Aprítógépgyárból ment nyugdíjba. A városi tanács 1975.március 26-án Jászberény díszpolgárává választotta. 1980. október 11-én Jászberényben halt meg.
- Bojtos Gyula: Városi rendőrkapitány. 1957-ben került Jászberénybe, 1958. február 12-én nevezték ki a Jászberényi Rendőrkapitányság vezetőjévé. 1957-től tagja a Járási Pártbizottságnak és a Végrehajtó Bizottságnak, a járási tanácsok megszűnéséig járási tanácstag volt. A Városi Tanács 1975. március 26-án Jászberény díszpolgárává választotta.
- László Károly: Mérnök, vezérigazgató helyettes. 1954-ben került a Hűtőgépgyárba. Irányításával indult el a Lehel márkájú háztartási hűtőszekrények gyártása és fejlesztése. Részese volt az auto- és habszifon készülékek kifejlesztésének, melyekből a Hűtőgépgyár a világ egyik legnagyobb szifonelőállító vállalata lett. Tagja volt a városi és a hűtőgépgyár pártbizottságának, társelnöke a MTESZ Szolnok Megyei Szervezetének, elnöke a Gépipari Tudományos Egyesület Jászberényi Szervezetének. 1975-ben Gorjancz Ignáccal együtt kapott Állami-díjat. A Hűtőgépgyárban kifejtett eredményes munkájáért a városi tanács 1975. március 26-án Jászberény város díszpolgárává választotta.
- Gorjancz Ignác: Mérnök, vezérigazgató. 1954-ben főmérnökként került Jászberénybe, a Hűtőgépgyár jogelődjéhez, a Fémnyomó és Lemezárugyárhoz, 1955-től 1964-ig igazgató. A Hűtőgépgyár létrejöttekor annak igazgatója, 1968-tól vezérigazgatója lett. 1967-től országgyűlési képviselő, 1975-től az Országgyűlés Ipari Bizottságának elnöke. Tagja volt a városi és üzemi pártbizottságnak. A várospolitikai célok megvalósítását mindig segítette. Az 1985. április 5-én tartott díszközgyűlésen Kovács Miklós tanácselnök-helyettes üdvözlő szavai után Búzás Sándor tanácselnök adta át a jelenlévő Gorjánc Ignácnak a Díszpolgári oklevelet és plakettet.
- Figus Illinyi Albert: Főorvos. 1951-ben került Jászberénybe. 1956-tól 1961-ig röntgenosztály vezetői főorvosi, 1961-től 1980-ig kórházigazgató főorvosi, 1980-tól ismét osztályvezető főorvosi beosztásban dolgozott. Több évtizeden keresztül dolgozott Jászberény város és vonzáskörzete egészségügyi ellátásának fejlesztéséért. Munkájának elismeréseként az 1986. szeptember 30-i tanácsülésen Búzás Sándor tanácselnök előterjesztésére a Városi Tanács díszpolgári címet szavazott részére.
- Hamza Dezső Ákos: Filmrendező és festőművész. 1952-től Brazíliában élt, ahol sokirányú művészi alkotó munkásságával, gazdag élettapasztalatával, tudásával nagy jelentőségű nemzeti ügyek előmozdítását segítette, ezen kívül sajátos vonású és stílusú iskolát teremtett. Művészi alkotásainak egy jelentős részét ( több mint száz festményt) a Jász Múzeumnak adományozta. Az 1987. május 15-i tanácsülésen Búzás Sándor tanácselnök ismertette a díszpolgári cím adományázásra vonatkozó előterjesztését. A városi tanács az előterjesztést és a határozati javaslatot egyhangúlag elfogadta. 1989-ben hazatelepült – családja innen származott – Jászberénybe.[1]
- Dr. Varga Imre: Gimnáziumi tanár és irodalomtörténész. A diploma megszerzését követően visszatért Jászberénybe és 1938-től húsz éven át a gimnáziumban tanított franciát, irodalmat és orosz nyelvet. Tevékenykedett könyvtárvezetőként, népművelőként, újságíróként, készített könyvismertetőket, vezető tanára volt az ifjúsági önkormányzatnak. Később a fővárosba költözött, ahol az Akadémia főállású kutatója lett. A kiemelkedő irodalomtörténész legkedvesebb témája a kuruc kor költészete volt. Alakja a polgári erkölcs, a szellemi színvonal példaképeként emelkedett kollégái, diákjai elé.[2]
- Dr. Pap Géza: ????
- Dr. Darázs Árpád: Darázs Árpád kilencven éve, 1922. július 7-én született Jászberényben, ahol a gyerekkorát is töltötte, Felsőfokú zenei tanulmányokat Budapesten, a Liszt Ferenc Zeneművészeti Főiskolán folytatott, többek között Bárdos Lajos tanítványa volt.  A második világháború után dolgozott a Jászberényi Állami Líceum és Tanítóképző Intézetben, mint ének-zene tanár, majd ismét Budapestre került, a Magyar Rádió és Televízió énekkarának lett karnagya. Családjával együtt 1956-ban elhagyta Magyarországot, és az Amerikai Egyesült Államokban telepedett le, ahol dolgozott a Dél-Karolina Egyetem professzoraként is. 1986-ban hunyt el, emlékét ma napi tisztelettel őrzik.[3]
- Simon András:
- Dr. Habsburg Ottó: Politikus, közíró, az Európai Parlament volt tagja, a Páneurópai Piknik egyik kezdeményezője, az Adenauer-Schuman-De Gasperi-féle Európa-eszménynek képviselője és szorgalmazója. Utolsó Habsburg-trónörökös. Jászberény városa 1995-ben posztumusz díszpolgári címmel ruházta fel.
- Dr. Janka Zoltán:  Tanszékvezető egyetemi tanár. 2007-ben a „Jászberény Város Díszpolgára” címet kapta.
- Potemkin Károly: Tisztviselő, 1956-ban a Jászberényi Városi és Járási Nemzeti Forradalmi Bizottmány elnöke. 956. október 31-én délelőtt, miután Somogyi Jenő százados a jászberényi honvédséggel felsőbb parancsra Budapestre vonult, a helyi forradalmi csúcsszerv Jászberényi Városi és Járási Nemzeti Forradalmi Bizottmány elnevezéssel újjáalakult. Elnökévé Potemkin Károlyt választották meg. Potemkin még aznap délután 100 kézifegyvert kért a nemzetőrség részére a helyi honvédalakulat Jászberényben maradt tisztjeitől. November 1-jén dr. Altordai Sándorral, a nemzetőrség parancsnokával együtt tárgyalt a helyi szovjet alakulat küldöttségével és megegyeztek abban, hogy egymásra tüzet nem nyitnak. Ennek fejében a jászberényi forradalmi bizottmány biztosítja a szovjet katonák élelmezését. November 2-án a forradalmi bizottmány a Budapestre vonult honvédalakulat helyett pótezred felállításáról hozott határozatot, amely a város védelmét biztosította volna. Potemkin Károly utasítására jászberényi honvédtisztek a felállítandó pótezred részére a tápiószecsői katonai raktárból 300 db géppisztolyt szereztek. Másnap, november 3-án Potemkin írásbeli parancsot adott Altordai nemzetőr parancsnoknak az ÁVH tisztek letartóztatására, amelyet egyébként előzetesen a legfőbb ügyész rendelt el. November 4-én reggel, mint a forradalmi bizottmány elnöke Varga Sándor őrnagyot, a jászberényi tüzérezred Budapestről visszatért parancsnokát a város védelmével bízta meg, ám ezt Varga őrnagy nem hajtotta végre. A lakosság között kiosztott fegyverek többségét összeszedték. Ennek ellenére délután, a városháza előtt halálos áldozatokat követelő tűzharc alakult ki a szovjet katonák és a felfegyverzett nemzetőrök között. Helybeliek visszaemlékezése szerint, a szovjet alakulat parancsnokát hadbíróság lövette agyon, mivel a jászberényi forradalmi bizottmánnyal megkötött megállapodása miatt, november 4-én hajnalban nem szállta meg a várost, noha erre felsőbb katonai parancs kötelezte. Potemkin Károly elnöke volt ugyan a jászberényi forradalmi bizottmánynak, kezdeményező szerepet azonban nem játszott a testület döntéseiben, hanem inkább csak végrehajtotta azokat. A forradalom leverése után Londonban élő nagynénje hívta, mégis itthon maradt. 1957 márciusában letartóztatták és a jászberényi honvédtisztekkel együtt katonai bíróság elé állították. Népi demokrácia ellenes szervezkedés címén ítélték el és három évi raboskodás után, 1960 januárjában bocsátották szabadon. Nyugdíjba vonulása után az 1956-os Szövetség Országos Etikai Bizottsága tagjává választották. Az 1956-os forradalom alatt kifejtett tevékenységéért a Magyar Köztársaság Kiskeresztjével és az 1956-os Emlékéremmel tüntették ki. A Politikai Foglyok Országos Szövetsége a Hazáért Érdemkereszttel, Jászberény képviselő-testülete 1998-ban díszpolgári címmel ismerte el érdemeit.[4]
- Szatmári Zoltán: Gázszerelő és vállalkozó. A Szatmári Kft. alapítója és tulajdonosa.
- Dr. Székely András: Nevéhez fűződik Közép-Európa első, teljes népességre kiterjedő gyermek-kardiológiai szűrővizsgálata, melynek során az egész Jászság gyermeklakosságát megvizsgálta, és mintegy 110 gyermeket utalt fővárosi központokba szívrendellenesség miatt műtét vagy egyéb kezelés céljából. Budapesti pszichológus kollégájával együtt úttörői voltak a tanulási nehézségekkel küzdő gyerekek számára létrehozott korrekciós osztályok modelljének kialakításában. Társszerzője a 70-es, 80-as évek iskolaérettségről szóló, teszteket is tartalmazó, Iskolás lesz a gyermekünk című ismeretterjesztő sikerkönyvnek. Számos nemzetközi konferencián vett részt, hazai és külföldi szaklapokban rendszeresen publikált. Évtizedekig tagja a Jászberényi Városi Tanácsnak, 1995-ben díszpolgári címet kapott.
- Dr. Rigó János: Magyar Tudományos Akadémia doktora, nyugalmazott dietetika szak- és tanszékvezető főiskolai tanár. 1976 és 2005 között az Országos Dietetikai Intézet igazgatója, a Magyar Táplálkozástudományi Társaság egykori elnöke, aki megteremtette hazánkban a főiskolai szintű dietetikus képzést. 2006-ban Jászberény városának díszpolgárává választották.[5]
- Dr. Suba György: 1962-ben Jászberénybe. A kórház rendelőintézetében nyugdíjazásig körzeti orvosként dolgozott. Ez idő alatt volt az Aprítógépgyárban üzemorvos, illetve a tanítóképzőben harminc évig iskolaorvos. Nyugdíj után, 78 éves koráig magánvállalkozónál, dr. Cseresnyés Mariannánál praktizált, így az egészségügyben összesen 56 évet töltött. A KÉSZ helyi csoportjának alapítója és elnöke volt 15 évig, 2016 után pedig örökös, tiszteletbeli elnöke.
- Kármán Antal: Kármán Antal 40 évig dolgozott a Jászberényi Aprítógépgyár Zrt.-nél, melyből húsz éven keresztül vezette is a különleges nehézgépeket gyártó üzemet. A leköszönése a vállalat a finn RUUKKI részére történő eladásával ért véget.[6]
- Kasza Lajos: Műszerész és vállalkozó. A Jász-Plasztik Kft. cégcsoport alapítója és tulajdonosa, mely ma a térség egyik legnagyobb foglalkoztatója.
- Telek Béla: Tanító és egyetemi tanár. Munka mellett szerzett diplomát a szegedi Tanárképző Főiskolán, miközben Jászberény általános iskoláiban tanította a diákokat a rajzolás, festés alapjaira. 1976-ban hívta meg a főiskola oktatónak, s azóta a felsőoktatásban dolgozott. Kerek harminc évig készítette fel a rajz tanítására az ifjú tanítójelölteket és ültette el lelkükben a szép iránti fogékonyságot, a művészet szeretetét. E munkája elismeréseként megkapta A magyar felsőoktatásért c. kitüntető érmet. Tanári munkája mellett mindig rész vett szülővárosa társadalmi szervezeteinek és különböző szakmai szervezetek munkájában. Alapító tagja volt az 1985-ben újjáalakult Magyar Rajztanárok Országos Egyesületének, ahol vezetőségi tagként tevékenykedett. Szintén alapító tagja volt az Alkotárs Művészeti Egyesületnek Jászberényben, ahol alkotásaival kiállításokon vett részt. Több mint egy évtizedig vezetőségi tagja volt a Városvédő és Szépítő Egyesületnek, örökös tiszteletbeli elnöke a Jászsági Képzőművész Baráti Egyesületnek. Munkája elismeréseképpen 2017-ben Jászberény városa díszpolgárává választotta.
- Faragó László: Tanár és fotográfus. Mint matematika-fizika szakos tanár hosszú évtizedeken keresztül tanított Jászberényben, illetve a környék településein. Sokat tett a jászberényi születésű bükki polihisztor, Vásárhelyi István életműve és példája megismertetéséért. A Bánhorvátitól Egerig tartó 80 km-es emlékutat sok hagyományőrző az ő vezetésével tette meg. Javaslatára a jászsági gyerekek nagyvisnyói tábora is Vásárhelyi István nevét viseli. 2012-ben 25. alkalommal is ő szervezte meg a Jászberény és Nagykáta határában a Hajta-túrát, amelyen a Magyar Természetbarát Szövetség sok ezer tagja vett részt. A Jász Múzeummal való kapcsolata több mind fél évszázados. 2007-2017-ig a Berényi Kármentő városvédő lap szerkesztési munkálatait is végezte. Az 1994-ben megalakult Jász Múzeumért Kulturális Alapítvány kuratóriumának a tagja, és fotós közreműködője az alapítvány könyvsorozatainak és a Redemptio című honismereti lapjának. 2018-ban a város díszpolgárának választotta.[7]
- Szikra István: Mérnök, vállalkozó és helyi kötődésű alkotások műgyűjtője. 1963-ban került a Lehel Hűtőgépgyárba. Magas színvonalú szakmai munkája, illetve újító szabadalmi megközelítése miatt a gyártmányfejlesztési majd a szabályozástechnikai osztály vezetőjeként dolgozott nyugdíjazásáig. 1995-ben egy garázsban megalapította a Scintilla Kft.-t. Később helyi kötődésű művészek alkotásait kezdte gyűjteni, és 2013-ban létrehozta a Jászság legnagyobb állandó kiállítását, a Szikra Galériát. Érdemeiért a város 2019-ben díszpolgári címmel tüntette ki.[8]